# محمد ذوالفقاری
محمدخان اعظام السلطنه (۱۲۸۱ زنجان - ۱۳۵۵) (با محمد ذولفقاری بازیگر اشتباه گرفته نشود) از خوانین زنجان و مالکان بزرگ آن سامان بود که زنجان را در مجلس شورای ملی و آذربایجان را در مجلس سنا نمایندگی کرد و به استانداری و سفارت ایران در افغانستان رسید.
پدرش علیقلی خان اعظام السلطنه پسر کوچک ذوالفقار خان اسعد الدوله (اسعدالدوله اول) ایلخان ایل افشار خمسه و از خوانین بزرگ زنجان بود و قبل از تولد وی درگذشت و عموی بزرگش حسینقلی خان سرداراسعد الدوله سرپرستی وی را بر عهده داشت او را در نوجوانی به همراه برادرش سلطان محمود خان برای ادامه تحصیل به اروپا فرستاد. محمدخان در اروپا با محمدظاهر شاه ولی‌عهد افغانستان در یک دانشکده درس می‌خواند و بین‌شان رابطه دوستانه‌ای شکل گرفت که پس از بازگشت هر دو به میهن ادامه یافت و با یکدیگر نامه‌نگاری می‌کردند.
محمدخان ذوالفقاری پس از تحصیل در رشته کشاورزی به ایران بازگشت و بخشی از املاک وسیع پدرش را به سبک جدید کشاورزی درآورد. در سال ۱۳۲۲ به عنوان نماینده زنجان در مجلس شورای ملی انتخاب شد (دوره چهاردهم) و کرسی نمایندگی را تا دوره هفدهم که با دوران نخست‌وزیری دکتر مصدق همزمان بود حفظ کرد.
در دوره هفدهم مجلس به دنبال استعفای اجباری دکتر سید حسن امامی از ریاست مجلس شورای ملی، آیت‌الله کاشانی به ریاست انتخاب شد. او ریاست مجلس را به این شرط پذیرفت که به مجلس نرود و مجلس را اداره نکند. قرار شد مجلس را نایبان رئیس اداره کنند. در رأی‌گیری، محمد ذوالفقاری با اکثریت مطلق به نایب رئیسی اول و مهندس احمد رضوی با اکثریت نسبی به نایب رئیسی دوم انتخاب شدند.
محمد ذوالفقاری با جبهه ملی همکاری می‌کرد و پشتیبان دکتر مصدق بود. به همین علت، پس از سال ۱۳۳۲ دیگر به مجلس راه نیافت و چند سال به او شغلی داده نشد تا اینکه به استانداری مازندران و سپس اصفهان منصوب شد. در زمانی که استاندار اصفهان بود، محمدظاهر شاه به ایران آمد و از شاه درخواست کرد که محمدذوالفقاری را به عنوان سفیر به افغانستان بفرستد. شاه پذیرفت و محمد ذوالفقاری چهار سال سفیرکبیر ایران در کابل بود.
محمد ذوالفقاری پس از بازگشت به ایران در سال ۱۳۴۲ سناتور انتصابی آذربایجان شد و تا هنگام مرگ بر این مقام باقی ماند.
ذوالفقاری در جوانی با دختر میرزا یحیی خان ناظم‌الدوله دیبا ازدواج کرد که از رجال دوران قاجار و پهلوی بود. این پیوند زناشوئی در پیشرفت او نقش داشت.